# Zambia op de Olympische Zomerspelen 1980
Zambia nam deel aan de Olympische Zomerspelen 1980 in Moskou, Sovjet-Unie. 

## Deelnemers en resultaten

### Atletiek
- Alston Muziyo
- Damiano Musonda
- Bogger Mushanga
- Archfell Musango
- Charles Lupiya
- Davison Lishebo
- Charles Kachenjela
- Buumba Halwand
- Patrick Chiwala

### Boksen
- Peter Talanti
- Blackson Siukoko
- Webbyego Mwangu
- Lucky Mutale
- Teddy Makofi
- Wilson Kaoma
- Winifred Kabunda
- Enock Chama

### Judo
- Henry Sichalwe
- Francis Mwahza
- Donald Mukahatesho
- George Hamaiko
- Rex Chizooma
- Charles Chibwe

### Voetbal

#### Mannentoernooi
- Stanley Tembo
- Moffat Sinkala
- Moses Simwala
- Kenny Mwape
- Milton Muke
- Dickson Makwanza
- Kampela Katumba
- Evans Katebe
- Frederick Kashimoto
- Kaiser Kalambo
- Pele Kaimaha
- Alex Chola
- Godfrey Chitalu
- Clement Banda

Afghanistan · Algerije · Andorra · Angola · Australië · België · Benin · Birma · Botswana · Brazilië · Bulgarije · Colombia · Congo-Brazzaville · Costa Rica · Cuba · Cyprus · Denemarken · Dominicaanse Republiek · Duitse Democratische Republiek · Ecuador · Ethiopië · Finland · Frankrijk · Griekenland · Groot-Brittannië · Guatemala · Guinee · Guyana · Hongarije · Ierland · IJsland · India · Irak · Italië · Jamaica · Joegoslavië · Jordanië · Kameroen · Koeweit · Laos · Lesotho · Libanon · Liberia · Libië · Luxemburg · Madagaskar · Mali · Malta · Mexico · Mongolië · Mozambique · Nederland · Nepal · Nicaragua · Nieuw-Zeeland · Nigeria · Noord-Korea · Oeganda · Oostenrijk · Peru · Polen · Portugal · Puerto Rico · Roemenië · San Marino · Senegal · Seychellen · Sierra Leone · Sovjet-Unie · Spanje · Sri Lanka · Syrië · Tanzania · Trinidad en Tobago · Tsjecho-Slowakije · Venezuela · Vietnam · Zambia · Zimbabwe · Zweden · Zwitserland